# Aleksander Lichodzijewski
Aleksander Lichodzijewski (Słupsk, 22 ottobre 1984) è un ex cestista e allenatore di pallacanestro polacco naturalizzato belga.

## Palmarès

### Giocatore
- Coppa del Belgio: 1

Anversa Giants: 2007
- Supercoppa del Belgio: 1

Anversa Giants: 2007